# Leonardoschool
Een leonardoschool is een voormalige, in 2007 gestarte Nederlandse onderwijsvorm voor hoogbegaafde kinderen van 4 tot 12 jaar. Het initiatief kwam van Jan Hendrickx. Een kind werd tot de hoogbegaafden gerekend als het een IQ van 130 of hoger had, creatief was in het bedenken van oplossingen en doorzettingsvermogen had om een taak te volbrengen. Het IQ werd gemeten met een IQ-test.

## Leerproces
De kinderen op een leonardoschool kregen leerstof aangeboden die bij hun interesses en intelligentie paste. Zo werd er al op heel jonge leeftijd een tweede taal aangeboden, Engels vanaf een leeftijd van vier jaar en Spaans aan kinderen vanaf acht jaar. Daarnaast was er ook veel ruimte voor filosofie, informatica, wiskunde, leren leren en leren ondernemen en eigen inbreng van de kinderen. Ook kregen zij les in bijvoorbeeld sociale vaardigheden, muziek, dans en denksporten zoals schaken en dammen. De school werkte samen met vakleerkrachten op deze gebieden. De lessen werden klassikaal gegeven, de leerlingen kregen soms ook huiswerk mee.
Aan alle leerlingen werd een laptop met draadloos internet ter beschikking gesteld. De laptop werd op school voor veel lessen (projecten) gebruikt en de kinderen mochten die naar huis meenemen. Dit laatste versterkte en verbeterde het gebruik van nieuwe media en de vanzelfsprekendheid van computergebruik.

## Scholen
Met ingang van het schooljaar 2007-2008 startte de eerste leonardoschool in Blerick (gemeente Venlo). Nadien startte een aantal Nederlandse basisscholen met leonardoklassen. In 2010 waren er ruim 40 basisscholen die leonardo-onderwijs gaven. Met ingang van het schooljaar 2012-2013 stond de teller op ruim 50 scholen. Voor 2013-2014 stonden er nog 31 scholen in het leonardo-onderwijs genoteerd.
Zogenaamde leonardocolleges verzorgden het aansluitend voortgezet onderwijs.

## Knelpunten
Het leonardoconcept was een onderwijsvorm in ontwikkeling. Nadat het concept in praktijk was gebracht, kwamen ook de kinderziekten naar voren. Men kon in het voorjaar van 2008 de grote aantallen te testen leerlingen niet aan, waardoor het aantal scholen niet kon worden uitgebreid. Later werd de toelatingsprocedure ingekort en de testcapaciteit vergroot. Ook de opleiding van nieuwe docenten, met name de capaciteit, schoot tekort. Door klassikaal les te geven aan nieuwe docenten werd het aantal vergroot.
De leonardoscholen hadden vaak moeite met het vinden van vakleerkrachten, waardoor niet altijd alle extra vakken gegeven konden worden. Ook waren er bij veel scholen wachtlijsten, waardoor ouders zich soms op meerdere scholen tegelijk inschreven. Leonardoscholen gaven vaak voorrang aan leerlingen van scholen uit hun eigen scholenkoepel of uit de omgeving.
Veel scholen die het concept gebruikten haakten af uit onvrede over onder meer de hoge kosten, het uitblijven van lesmateriaal, de rigide eisen aan de scholen (zoals het verplicht hebben van een vakleerkracht Chinees) en het gebrek aan financiële transparantie bij de stichting.

## Erkenning
Een leonardoleerling kostte plusminus € 7000 per jaar, terwijl de overheid € 4500 vergoedde. Er werd een (vrijwillige) ouderbijdrage gevraagd plus vaak een onkostenvergoeding voor bijvoorbeeld de laptop. Dit verschilde per school en kon oplopen tot € 1500 per jaar. Veel leonardoscholen probeerden door middel van sponsoring extra middelen te verwerven.
Er waren ook scholen die hoogbegaafden begeleidden zonder het leonardoconcept in te voeren. Een van redenen daarvoor was dat de Leonardostichting aan een nieuw aangesloten leonardoschool beloofde in hun regio gedurende een bepaalde tijd geen andere leonardoscholen op te richten.
De Leonardostichting werkte samen met verschillende organisaties (onder meer universiteiten) om gedeelten van het lesprogramma verder te ontwikkelen. Er werd een uitgebreid onderzoeksprogramma opgezet om het onderwijs te verbeteren en aan te tonen dat het effectief was. Dat was nodig om een grotere kans te maken op structurele overheidsfinanciering van dit type onderwijs. In het buitenland bestaan vergelijkbare initiatieven. Er zijn ook andere scholen die aandacht besteden aan hoogbegaafdheid.

## Einde
Oprichter Hendrickx verliet de stichting in 2010. Op 4 maart 2014 werd het faillissement voor de Leonardostichting uitgesproken. Daarbij werd onbehoorlijk bestuur vastgesteld en paulianeus handelen, waardoor schuldeisers zijn benadeeld.  Natasja Vranken, directeur van de stichting, had namelijk de licentie op de onderwijsvorm verworven en zette activiteiten voort onder het bedrijf Educate2XL. Deze transactie werd door de curator vernietigd. Op 24 februari 2015 werd dit bedrijf echter ook failliet verklaard.
Na het faillissement hebben de meeste scholen het onderwijs voor hoogbegaafden op eigen manier voortgezet en vormgegeven.